# Jagdpanzer V

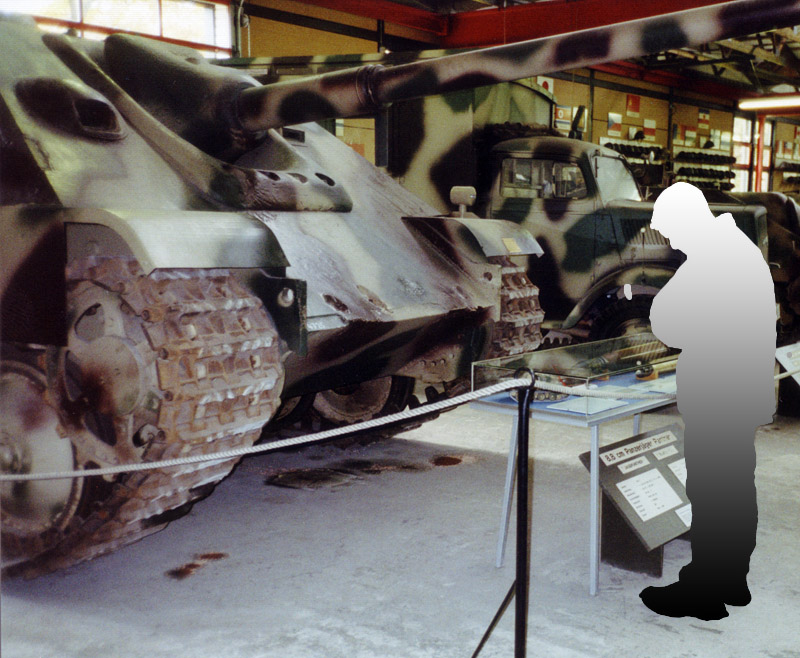
Weitere Ansicht mit Person zum Größenvergleich (späte Ausführung)

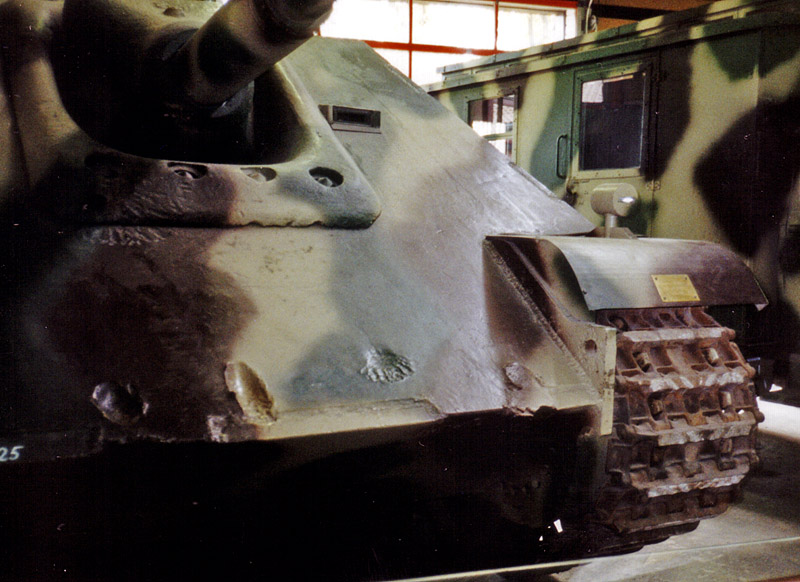
Bugplatte zeigt Beschussspuren (Diese späte Ausführung des Jagdpanther ist ausgestellt im Panzermuseum Munster)

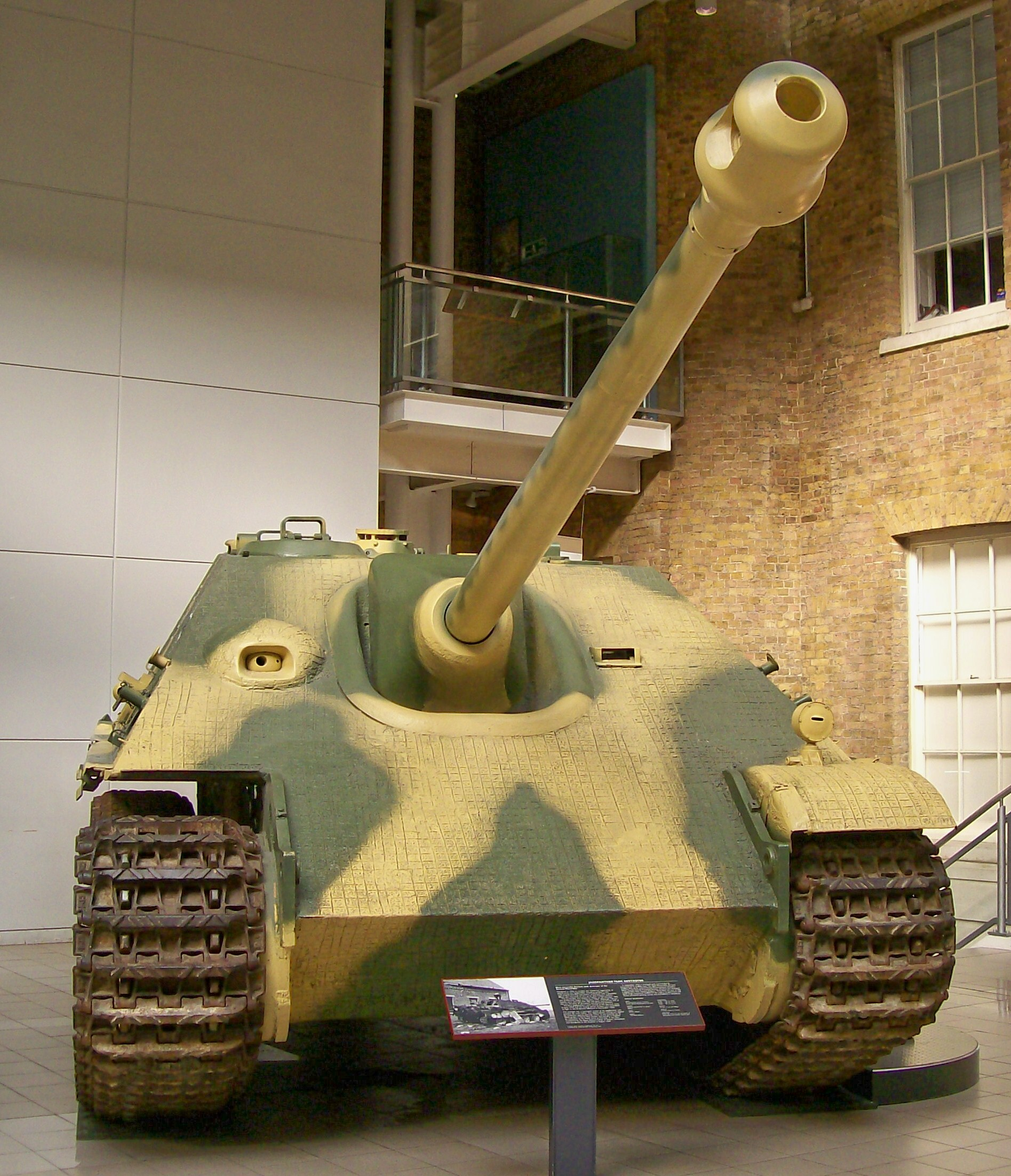
In Hechtel erbeuteter Jagdpanther (frühe Ausführung) im Imperial War Museum, London

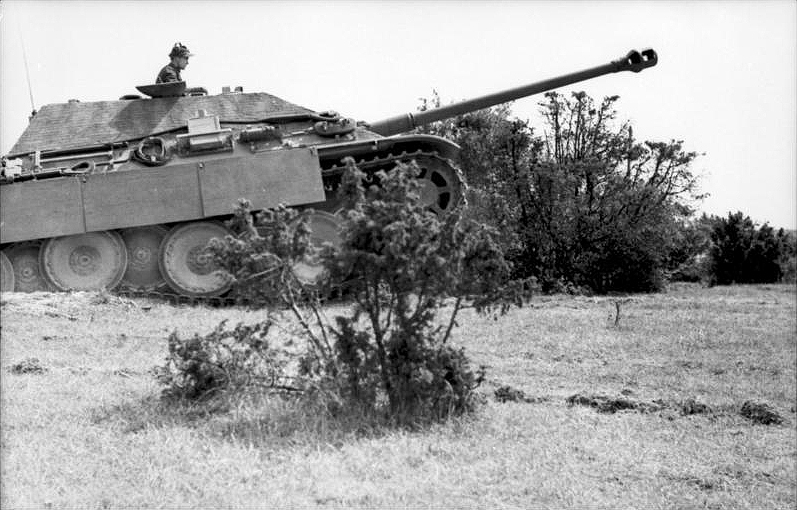
Jagdpanther auf einem Übungsgelände in Frankreich

Der schwere Panzerjäger mit 8,8-cm-Pak L/71 auf Fgst. Panther (später „Jagdpanther“) (Sd.Kfz. 173) war ein ab Mitte des Zweiten Weltkrieges auf Basis des Panzerkampfwagens V Panther entwickelter und ab 1944 von der deutschen Wehrmacht eingesetzter Jagdpanzer in Kasemattbauweise.

## Entwicklung
Die Entwicklungsgeschichte des Jagdpanther reicht zurück bis in das Jahr 1939, als Krupp von der Abteilung WaPrüf 6 des Heereswaffenamts den Auftrag zur Entwicklung eines Konzeptes für ein gepanzertes Kettenfahrzeug, einer Panzerselbstfahrlafette mit 8,8-cm-Flak L/56 (Pz.Sfl. IVc), erhielt. Dieses Krupp-Projekt führte zu dem später in Italien versuchsweise montierten Flugabwehrgeschütz auf Selbstfahrlafette, der Pz.Sfl IVc mit 8,8-cm-Flak. Eine starke Panzerung nach Art eines Sturmgeschützes wurde mit Krupp offensichtlich erst Ende 1941 diskutiert, da bereits Anfang Januar 1942 einem Major Ventz der WaPrüf 6 erste konzeptionelle Zeichnungen der Ingenieure Dorn und Wölfert (Abteilung Artillerie-Konstruktion) von Krupp, unter der Projektbezeichnung Pz.Sfl. IVc2, vorgelegt wurden. Ende des Monates Januar 1942 bekam der Ingenieur Wölfert die Gelegenheit, zwei Konzeptzeichnungen im Heereswaffenamt zu präsentieren, hierbei wurde das Fahrzeug nun als Pz.Sfl. IVc2 mit 8,8-cm-L/71 Geschütz zur Begleitung der Infanterie bezeichnet. Inzwischen zur Versuchs-Pz.Sfl. IVd gereift, bestand im Sommer 1942 die Absicht, drei Prototypen bei Krupp bauen zu lassen. Dies gestaltete sich aufgrund der fehlenden Kapazitäten bei Krupp schwierig.
Am 3. August 1942 erhielt das Projekt eine völlig neue Richtung. Krupp wurde vom WaPrüf 6 darüber informiert, dass für den künftigen schweren Panzerjäger (Pz.Sfl. IVd) (8,8 cm L/71) große Teile aus dem Panther-Projekt verwendet werden sollten. Am 9. September 1942 wurden in einer Besprechung zwischen Oberstlt. Crohn und Major Ventz vom WaPrüf 6 einerseits und den Ingenieuren Dorn und Wölfert andererseits die Spezifikationen für das nun gewünschte Fahrzeug mitgeteilt.
Während einer Tagung vom 20. bis zum 22. September 1942 wurde das Konzept eines Sturmgeschütz auf Panther(-Fahrgestell) von Albert Speer vorgestellt. Daraufhin verlangte Hitler die Fertigung von solch schweren Sturmgeschützen auf Fgst. Panther.
In einer Besprechung am 15. Oktober 1942 wurde vom Reichsministerium für Rüstung und Kriegsproduktion festgelegt, dass künftig Daimler-Benz dieses Projekt weiterführen sollte, wobei die Verantwortung für die Bewaffnung weiterhin im Haus Krupp bleiben würde. Krupp fertigte noch einen hölzernen Prototyp, der am 16. November 1942 fertig sein sollte.
Es folgte eine längere Phase der Diskussionen zwischen dem Amt, Daimler und Krupp über die Detailausführung des Fahrzeugs. Ende Dezember 1942 fiel die Entscheidung für die Fertigung des nun als 8,8-cm Stu.-Gesch. 42 auf Panther-Fahrgestell bezeichneten Fahrzeugs bei Mühlenbau und Industrie A.G. (Miag) in Braunschweig. Damit übernahm Miag spätestens ab Mai 1943 von Daimler die Verantwortlichkeit für das Projekt. Eine am 9. Juni 1943 erstellte Spezifikation der Abteilung WaPrüf 6 bezeichnet das Fahrzeug als 8,8-cm-Panzerjäger 43/3 (L/71) Panther und vermerkt eine Besatzung von 6 Mann. Im gleichen Monat, am 15. Juni stellte Daimler-Benz dem nun verantwortlichen Haus Miag ein Holzmodell in echter Ausführungsgröße zur Verfügung, welches am 20. Oktober zusammen mit weiteren Modellen (Tiger II und Jagdtiger) Hitler präsentiert wurde.

## Produktion
Die Auslieferung von in Serie produzierten Jagdpanthern begann im Januar 1944 bei der MIAG in Braunschweig. Im November 1944 lief eine zusätzliche Serienproduktion bei der MNH in Hannover an, einen Monat später folgte die Maschinenbau & Bahnbedarf AG (MBA) in Potsdam. Insgesamt wurden bis zum Kriegsende 413 Jagdpanther gebaut:
- 268 MIAG (Fahrgestell-Nr.: 300001–300268)
- 112 MNH (Fahrgestell-Nr.: 303001–303112)
- 33 MBA (Fahrgestell-Nr.: unbekannt)

## Technische Beschreibung
Durch die Verwendung des Panther-Fahrwerks und die damit mögliche Einbaulage ergab sich eine Feuerhöhe der Kanone von lediglich 196 cm.

## Ausführungen
Während der Fertigung flossen ständig Änderungen ein, so dass die Fahrzeuge in frühe und späte Ausführungen (ab Oktober 1944) unterteilt werden. Die wichtigsten Änderungen waren ein schwerer äußerer Gusskragen für die Hauptwaffe, Seitenschürzen und deutlich größere Leiträder sowie eine 8,8-cm-PaK 43/3 L/71 mit geteiltem Rohr und neuer Rücklaufbremse. Zusätzlich wurde ein Flammenvernichter-Auspuff und eine Kampfraumheizung mit Abluftanlage eingebaut. Die zweite Fahrersichtöffnung und der Gepäckkasten entfielen. Einige Fahrzeuge wurden als Befehlswagen ausgeliefert, diese waren zusätzlich mit einer Sternantenne und den Seitenschürzen ausgerüstet.

## Panzerung
Wanne
- 60 mm Bug / Neigung 35°
- 80 mm Fahrerfront / 35°
- 40 mm Wannenseiten / 90°
- 40 mm Heck / 60°
- 15–20 + 13 mm Boden / 0°

Aufbau
- 80 mm Front / 35°
- 50 mm Seite / 60°
- 40 mm Heck / 60°
- 17 mm Decke / 5°

## Munition
Es konnten 57 Granaten im Jagdpanzer V mitgeführt werden.
|                                    | Panzergranate 39/43 | Panzergranate 40/43 (Hartkern) | Sprenggranate 43 |
| Gewicht                            | 10,2 kg             | 7,3 kg                         | 9,4 kg           |
| Mündungsgeschwindigkeit            | 1000 m/s            | 1130 m/s                       | 750 m/s          |
| Durchschlag bei 30° Auftreffwinkel |                     |                                |                  |
| aus 100 m Entfernung               | 203 mm              |                                |                  |
| aus 500 m Entfernung               | 182 mm              | 226 mm                         |                  |
| aus 1000 m Entfernung              | 167 mm              | 192 mm                         |                  |
| aus 2000 m Entfernung              | 139 mm              | 136 mm                         |                  |
| Durchschlag bei 60° Auftreffwinkel |                     |                                |                  |
| aus 0 m Entfernung                 | 198 mm              | 265 mm                         |                  |
| aus 500 m Entfernung               | 182 mm              | 226 mm                         |                  |
| aus 1000 m Entfernung              | 167 mm              | 192 mm                         |                  |
| aus 1500 m Entfernung              | 153 mm              | 162 mm                         |                  |
| aus 2000 m Entfernung              | 139 mm              | 136 mm                         |                  |
| aus 2500 m Entfernung              | 127 mm              | 114 mm                         |                  |
| Durchschlag bei 90° Auftreffwinkel |                     |                                |                  |
| aus 0 m Entfernung                 | 225 mm              | 311 mm                         |                  |
| aus 500 m Entfernung               | 207 mm              | 274 mm                         |                  |
| aus 1000 m Entfernung              | 190 mm              | 241 mm                         |                  |
| aus 1500 m Entfernung              | 174 mm              | 211 mm                         |                  |
| aus 2000 m Entfernung              | 159 mm              | 184 mm                         |                  |
| aus 2500 m Entfernung              | 145 mm              | 159 mm                         |                  |

## Einsatz

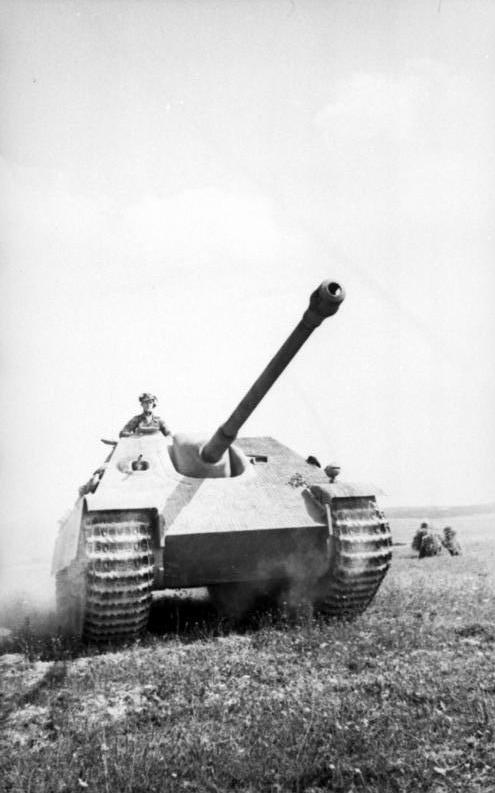
Jagdpanther in Frankreich, Juni 1944

Der von den Alliierten als „Heavy Tank Killer“ klassifizierte Jagdpanther galt im Zweiten Weltkrieg als erfolgreichster Jagdpanzer, der aber nie in ausreichender Zahl auf dem Schlachtfeld erschien, um kriegsentscheidend zu sein. Im Rahmen der deutschen Ardennen-Offensive im Dezember 1944 setzten Jagdpanther eine große Anzahl alliierter Panzer außer Gefecht.
Der Jagdpanther wurde im Juni 1944 bei den schweren Panzerjäger-Abteilungen 559 und 654, im August bei der s.Pz.Jg.Abt. 519, im Oktober bei der s.Pz.Jg.Abt. 560 und im November/Dezember 1944 in der s.Pz.Jg.Abt. 655 eingeführt. Außerdem verfügten die I./PzLehrRgt 130 (32), die „Kampfgruppe Nico“ (7) und die Panzerdivision Clausewitz (2) über Jagdpanther. Die Einheiten wurden allerdings nicht planmäßig damit ausgerüstet, sondern beschafften sich das Gerät „außerplanmäßig“.
Der Jagdpanther war zur Verwendung als Schwerpunktwaffe zu offensiven Zwecken entworfen worden. Die Fahrzeuge sollten zum Angriff nur in größerer Anzahl (14 Fahrzeuge), als mobile Panzerabwehr unmittelbar hinter vorrückender Infanterie, zu deren Schutz vor Panzerangriffen eingesetzt werden. Kleinere Einheiten (vier Fahrzeuge) durften nur gegen befestigte Stellungen verwendet werden. Nach erfolgreichem Angriff sollten die Jagdpanther unverzüglich zur Wartung und Reparatur zurückgezogen werden. Eine Verwendung als statische Panzerabwehrwaffe oder gar Artillerie zu defensiven Zwecken war nicht vorgesehen und wurde nur in Notfällen gestattet.

## Erhaltene Exemplare
Ein Exemplar des Jagdpanzers V ist im Panzermuseum in Munster zu besichtigen, ein weiteres Exemplar aus der Schlacht um Hechtel im Imperial War Museum in London. Der Innenraum dieses Panzers ist durch eine aufgeschnittene Seitenwand einsehbar. Auch im Technik-Museum Sinsheim, im Musée des Blindés im französischen Saumur, im Schweizerischen Militärmuseum Full-Reuenthal und im russischen Panzermuseum Kubinka ist je ein Exemplar vorhanden. Der Jagdpanther der Wehrtechnischen Studiensammlung (WTS) in Koblenz befindet sich nicht mehr im Ausstellungsbereich. Die WTS präsentierte seinerzeit ein etwa 20 Minuten langes Video, das den Jagdpanther bei Vergleichsfahrten mit dem Jagdpanzer 4–5 (KaJaPa) der Bundeswehr zeigt, unter anderem im Gelände.
Die Weald Foundation in Großbritannien hat ein Fahrzeug später Ausführung wieder in einen fahrbereiten Zustand versetzt.
Das „The Australian Armour and Artillery Museum“ rekonstruiert seit Beginn der 2020er Jahre – teilweise aus Überresten – ein Fahrzeug neu.